# Vysjhorod
Vysjhorod (ukrainska: Ви́шгород uttal (fil); ryska: Вышгород; Vysjgorod) är en stad i Kiev oblast. Folkmängden uppgick till 26 198 invånare i början av 2012.